# Heuston Gate
Heuston Gate était un projet de développement de gratte-ciel pour Dublin en Irlande. Heuston Gate devait contenir en son cœur une tour de 32 étages. Conçue par Paul Keogh Architects, la tour a été proposée par le Bureau des travaux publics et conçue dans le cadre d'un projet de rénovation urbaine à Military Road à Kilmainham.
Initialement proposé en 2004, il était prévu d'ériger la tour sur la frange ouest du centre-ville de Dublin face à un important terminus de transport ferroviaire, la gare de Heuston, qui a donné son nom au projet et qui, elle-même, tirait son nom de Seán Heuston.
Il a été annoncé en 2008 que le projet ne se poursuivrait pas.